# Виршвајлер
Виршвајлер (њем. Wirschweiler) општина је у њемачкој савезној држави Рајна-Палатинат. Једно је од 96 општинских средишта округа Биркенфелд. Према процјени из 2010. у општини је живјело 338 становника. Посједује регионалну шифру (AGS) 7134095.

## Географски и демографски подаци
Виршвајлер се налази у савезној држави Рајна-Палатинат у округу Биркенфелд. Општина се налази на надморској висини од 550 метара. Површина општине износи 10,3 km². У самом мјесту је, према процјени из 2010. године, живјело 338 становника. Просјечна густина становништва износи 33 становника/km².